# Skogs distrikt, Ångermanland
Skogs distrikt är ett distrikt i Kramfors kommun och Västernorrlands län. Distriktet ligger omkring Herrskog i södra Ångermanland. 

## Tidigare administrativ tillhörighet
Distriktet inrättades 2016 och utgörs av Skogs socken i Kramfors kommun.
Området motsvarar den omfattning Skogs församling hade 1999/2000.

## Tätorter och småorter
I Skogs distrikt finns en tätort men inga småorter. 

### Tätorter
- Herrskog